# ستار أكاديمي (عربي)
ستار أكاديمي هو النسخة العربية من برنامج المسابقات التلفزيوني الغنائي العالمي ستار أكاديمي. بدأ في ديسمبر 2003. كان يقام في موسم سنوي مدته 15 أسبوعاً، حتى الموسم 11 في 2016.
كان يُبث على قناة أل بي سي اللبنانية وقناة نغم التابعة لها حتى الموسم الثامن في 2011. ثم انقطع لفترة تجاوزت عامين، وتغيرت إدارته وصار يُبث على سي بي سي المصرية وأل بي سي الأرضية وقناة ستار أكاديمي الموسمية.
هو من ابتكار وإنتاج شركة إندمول الهولندية. يقام في نحو 50 بلداً حول العالم. وقد لاقى رواجاً كبيراً في العديد منها.

## فكرته
تقوم فكرته على تقديم مواهب غنائية جديدة. يكون المشتركون طلاباً، يؤدون تمارين ويتلقون حصصاً يومياً، تنمّي قدراتهم الفنية. ويجري ذلك بطريقة تلفزيون الواقع. تُبث حياة الطلاب في مكان واحد لمدة 15 أسبوعاً. وتقام لهم حفلة غنائية استعراضية (برايم) كل أسبوع، على مسرح أمام مئات المشجعين، وتذاع ببث مباشر. ويخضعون لاختبارات وتقييم أسبوعي. يخرج طالب من المسابقة كل أسبوع بتصويت الجمهور. وفي البرايم النهائي، يفوز صاحب أعلى نسبة تصويت باللقب والجائزة.

## طريقة عمله
بعد جولة في مختلف البلدان العربية، يتم اختيار مجموعة من المشتركين ليقيموا في مبنى في أدما شمال بيروت، وليكونوا طلاب الأكاديمية، للتدرب على الغناء والتمثيل والرقص.
في كل أسبوع من الموسم يقيّم حكام المسابقة الطلاب، ويختارون منهم مجموعة يرون أنهم الأفضل أداءً والأكثر تطوراً، وذلك لغرض التحفيز. وفي المقابل يختارون مجموعة يرون أنهم الأسوأ أداءً والأقل تطوراً، كمرشحين للخروج من المسابقة. ثم يفتح الباب للمشاهدين للتصويت لمتسابقهم المفضل عن طريق الهاتف أو الرسائل القصيرة. وفي الحلقة الأسبوعية (البرايم) تقام حفلة غنائية استعراضية يتم فيها استبعاد المرشح ذو الأصوات الأقل. الطالب الذي يبقى إلى النهاية هو الفائز.
قناة ستار أكاديمي الموسمية تعرض المتسابقين وحياتهم اليومية في الأكاديمية. وكان يُعرض يومياً على قناتيّ سي بي سي وال بي سي الأرضية «يوميات ستار أكاديمي» كملخص لنشاطات الطلاب وتفاعلهم وحواراتهم وما حدث لهم خلال اليوم والتدريبات ومشاركة الخبراء.

## فريق العمل
قدّمته منذ البداية المذيعة اللبنانية هيلدا خليفة. مديرة الأكاديمية حتى الموسم الثامن كانت المنتجة رولا سعد. ثم تولت المنصب الممثلة كاتبة السيناريو، كلوديا مرشليان التي شاركت في تقييم الطلاب. وكان يقوم بتوجيههم وتمرينهم وتقييمهم معها الأساتذة: ماري محفوض، بيتي توتل، كارلا رمية، ولسلي عقل.
وشارك في الأكاديمية خبراء من تخصصات مختلفة ذات علاقة بالفن الاستعراضي وصناعة النجوم.
وكان للبرايم لجنة خاصة للتعليق على شؤون الأكاديمية ونقد أداء الطلاب، مكونة من كلوديا وماري و بيتي، وحضر معهن كل من إلياس الرحباني وأمير طعيمة (بدلاً عن كارلا ولسلي).

## الفائزون
| الموسم | الفائز                | البلد         |
| ------ | --------------------- | ------------- |
| 1      | محمد عطية             | مصر           |
| 2      | هشام عبد الرحمن       | السعودية      |
| 3      | جوزيف عطية            | لبنان         |
| 4      | شذى حسون              | العراق المغرب |
| 5      | نادر قيراط            | تونس          |
| 6      | عبد العزيز عبد الرحمن | السعودية      |
| 7      | ناصيف الزيتون         | سوريا         |
| 8      | نسمة محجوب            | مصر           |
| 9      | محمود محي             | مصر           |
| 10     | محمد شاهين            | مصر           |
| 11     | مروان يوسف            | لبنان         |

## توقف البرنامج
في ختام الموسم 11، بنهاية شهر يناير 2016، أعلنت إدارة البرنامج عن نيتها تنظيم الموسم التالي كالمعتاد، داعيةً راغبي الاشتراك إلى تقديم طلباتهم وفيديوهاتهم التعريفية عبر الإنترنت. وقد تم استقبالها. وكان من المقرر إطلاق الموسم 12 في سبتمبر. لكن في أبريل تواتَر خبر في وسائل إعلامية مفاده أن التعاقد بين شركة إندمول وشبكة قنوات CBC المصرية كانت مدته ثلاثة أعوام وانتهى، وأن الشبكة لا ترغب بتجديده، بسبب ضعف العائدات وارتفاع التكلفة مع هبوط سعر الجنيه المصري. وذكرت تلك الوسائل أن شبكة من المغرب العربي عرضت على الشركة التعاقد معها بدلاً عن الشبكة المصرية، لكن الشركة قد لا توافق وربما توقف إنتاج البرنامج في العالم العربي.
وكان حساب الشركة الرسمي في تويتر (@EndemolME) قد توقف عن التغريد في مارس. ومر عام كامل، ترددت خلاله شائعات عن هذا الشأن، حتى صرحت مديرة الأكاديمية كلوديا مرشليان بأن الشركة أغلقت فرعها في الشرق الأوسط ولم يعد ثَمّ إنتاج للبرنامج.